# Dennis E. Taylor
Dennis E. Taylor ist ein kanadischer Schriftsteller und ehemaliger Software-Entwickler.

## Autor
Taylor schrieb einige Science-Fiction-Geschichten, die die Wechselwirkung zwischen künstlicher Intelligenz und dem menschlichen Befinden betrachten. Die Audio-Version seines 2018 erschienenen The Singularity Trap erreichte im Juli 2018 den Platz 4 der monatlichen New York Times Bestsellerliste im Bereich audio fiction. In deutscher Sprache erschienen seine Werke bisher im Münchener Wilhelm Heyne Verlag.
Taylor lebt mit seiner Frau Blaihin und seiner Tochter Tina außerhalb von Vancouver, Kanada und fährt gerne Snowboard und Mountainbike, wenn er nicht gerade schreibt oder reist.

## Werke

### Englische Ausgaben
| Jahr | Titel                      | Bemerkungen                                                           | ISBN-13 & Herausgeber                                  | Ref.              |
| ---- | -------------------------- | --------------------------------------------------------------------- | ------------------------------------------------------ | ----------------- |
| 2015 | Outland                    | Selbstpublikation                                                     |                                                        |                   |
| 2016 | We are Legion (We are Bob) | Bobiverse-Serie, Buch 1                                               | ISBN 978-1-68068-058-4 Ethan Ellenberg Literary Agency | [ 3 ] [ 4 ] [ 5 ] |
| 2017 | For We Are Many            | Bobiverse-Serie, Buch 2                                               | ISBN 978-1-68068-059-1 Ethan Ellenberg Literary Agency | [ 6 ]             |
| 2017 | All These Worlds           | Bobiverse-Serie, Buch 3                                               | ISBN 978-1-68068-060-7 Ethan Ellenberg Literary Agency | [ 7 ] [ 8 ]       |
| 2018 | The Singularity Trap       | New York Times Bestseller                                             | ISBN 978-1-68068-088-1 Ethan Ellenberg Literary Agency | [ 9 ] [ 10 ]      |
| 2019 | Outland                    | Erweiterte Ausgabe der Selbstpublikation, Quantum Earth Serie, Buch 1 | ISBN 978-1-68068-148-2 Ethan Ellenberg Literary Agency | [ 11 ] [ 12 ]     |
| 2020 | Heaven’s River             | Bobiverse-Serie, Buch 4                                               | ISBN 978-1-68068-226-7 Ethan Ellenberg Literary Agency | [ 13 ]            |
| 2022 | Roadkill                   |                                                                       | ISBN 978-1-68068-312-7 Ethan Ellenberg Literary Agency | [ 14 ]            |
| 2023 | Earthside                  | Quantum Earth Serie, Buch 2                                           | ISBN 978-1-68068-337-0 Ethan Ellenberg Literary Agency | [ 15 ]            |
| 2024 | Not Till We Are Lost       | Bobiverse-Serie, Buch 5                                               | ISBN 978-1-68068-358-5                                 | [ 16 ]            |

### Kurzgeschichten
| Jahr | Titel             | Bemerkungen                                        | ISBN               | Ref.   |
| ---- | ----------------- | -------------------------------------------------- | ------------------ | ------ |
| 2017 | A Change of Plans | in Explorations: Colony (Explorations Volume Four) | ISBN 1-9781-3894-6 | [ 17 ] |
| 2020 | Feedback          | Audible Original Production                        |                    | [ 18 ] |

### Deutschsprachige Ausgaben
| Jahr | Titel                        | Bemerkungen                 | ISBN-13 & Herausgeber                        | Übersetzer       | Ref.   |
| ---- | ---------------------------- | --------------------------- | -------------------------------------------- | ---------------- | ------ |
| 2018 | Ich bin viele                | Bobiverse-Serie, Buch 1     | ISBN 978-3-453-31920-2 Heyne Verlag, München | Urban Hofstetter | [ 19 ] |
| 2018 | Wir sind Götter              | Bobiverse-Serie, Buch 2     | ISBN 978-3-453-31921-9 Heyne Verlag, München | Urban Hofstetter | [ 20 ] |
| 2019 | Alle diese Welten            | Bobiverse-Serie, Buch 3     | ISBN 978-3-453-31932-5 Heyne Verlag, München | Urban Hofstetter | [ 21 ] |
| 2020 | Die Singularitätsfalle       |                             | ISBN 978-3-453-31934-9 Heyne Verlag, München | Urban Hofstetter | [ 22 ] |
| 2020 | Outland – Der geheime Planet | Quantum Earth Serie, Buch 1 | ISBN 978-3-453-31933-2 Heyne Verlag, München | Urban Hofstetter | [ 23 ] |
| 2022 | Himmelsfluss                 | Bobiverse-Serie, Buch 4     | ISBN 978-3-453-32166-3 Heyne Verlag, München | Urban Hofstetter | [ 24 ] |
| 2023 | Außerirdisch                 |                             | ISBN 978-3-453-32272-1 Heyne Verlag, München | Urban Hofstetter | [ 25 ] |